# Synagoge (Mutterstadt)
Die Synagoge in Mutterstadt, einer Gemeinde im Rhein-Pfalz-Kreis in Rheinland-Pfalz (Deutschland), wurde ursprünglich 1838 errichtet. Die Synagoge stand an der Oggersheimer Straße 24, sie wurde beim Novemberpogrom 1938 zerstört. 

## Geschichte
Vor dem Bau der Synagoge in Mutterstadt besaß die jüdische Gemeinde einen einfachen Betraum im Dachgeschoss eines jüdischen Wohnhauses an der Ecke Obere Kirchstraße/Rheingönheimer Straße, das um 1980 abgebrochen wurde.
Der Synagogenbau konnte zunächst nicht vollendet werden, da der jüdischen Gemeinde die Mittel fehlten. Erst mit Unterstützung der bürgerlichen Gemeinde wurde die Synagoge fertiggestellt und 1838 eingeweiht. Nach 1868 wurde die Synagoge grundlegend renoviert, nachdem zuvor die Frauenempore eingestürzt war. 
Ein kompletter Umbau der Synagoge, der einem Neubau gleichkam, fand in den Jahren 1904/05 nach den Plänen des Architekten J. Ad. Rief statt.
Beim Novemberpogrom 1938 legten SA-Männer Feuer in der Synagoge, die völlig abbrannte. Die Reste der Synagoge wurden in den Wochen darauf abgetragen.